# Mónica Chaparro
Mónica Chaparro (Guadalajara, Castilla-La Mancha, el 5 de marzo de 1973) es una periodista, guionista e imitadora española.

## Biografía
Comenzó en la radio a los 12 años, medio que no ha dejado en ningún momento. En TV ha trabajado en El guiñol de Canal +, El informal, Aída, Cuéntame cómo pasó, El show de Flo, UHF, etc. Asimismo se la puede escuchar en RNE cada mañana (9:52) en La mirada cítrica, con Juan Ramón Lucas, y en Punto Radio, con Luis del Olmo. La voz de Mónica Chaparro también está presente en otros soportes, como doblaje de cine, publicidad o el Planetario de Madrid e incluso en juguetes infantiles de la marca V-tech y en la megafonía de El Corte Inglés. También colaboró en el programa Sé lo que hicisteis... de La Sexta donde realizaba imitaciones como Amy Winehouse o Belén Esteban, y donde hizo una miniserie de 8 capítulos sobre su vida llamada Si la tiña existiría. Entre 2015 y 2016 trabajó en el programa de humor de TVE, José Mota presenta... con José Mota.

## Imitaciones
Realiza más de 150 voces, estas son las más representativas.
- Belén Esteban
- Rita Barberá
- Amy Winehouse
- Esperanza Aguirre
- Cristina Cifuentes
- Carmen Hornillos
- Gracita Morales
- Rosario Flores
- Malú
- Ana Botella
- Paulina Rubio
- Mila Ximénez
- Carmen Lomana
- Carmina Ordóñez
- Janis Joplin
- Letizia Ortiz
- Chavela Vargas
- Celia Cruz
- Isabel Pantoja
- Rocío Jurado
- Cristina Almeida
- Victoria Abril
- Elsa Pataky
- Rosalía

## Programas TV
- El Informal (Telecinco) (1998-2000) como locutora
- Sé lo que hicisteis... (La Sexta) (2006-2011) como colaboradora
- Otra movida (Neox) (2011-2012) como locutora
- Así nos va (La Sexta) (2013) como locutora
- Amigas y conocidas (TVE) (2015) como tertuliana
- José Mota presenta... (TVE) (2015-2016) como colaboradora
- Destinos de película (TVE) (2016) como locutora
- Vaya crack (TVE) (2019)
- Expediente Pérez (#0) (2021)
- Enred@d@s (TVE) (2022)

## Programas radio
- Julia en la Onda (Onda Cero) (2021)
- La mirada cítrica (RNE)
- Ya veremos (M80 Radio) (2015)
- Surtido de ibéricos (Onda Cero) (2019)